# My Favourite Faded Fantasy
My Favourite Faded Fantasy is de naam van het derde album van de Ierse singer-songwriter Damien Rice en is op 31 oktober 2014 uitgebracht.
Het hoesje werd ontworpen door de Spaanse straatkunstenaar Escif.

## Tracks
1. "My Favourite Faded Fantasy" - 6:12
2. "It Takes a Lot To Know a Man" - 9:32
3. "The Greatest Bastard" - 5:04
4. "I Don't Want To Change You" - 5:26
5. "Colour me In" - 5:18
6. "The Box" - 4:27
7. "Trusty and True" - 8:09
8. "Long Long Way" - 6:23